# Tailandia en los Juegos Olímpicos de Pekín 2022
Tailandia estuvo representada en los Juegos Olímpicos de Pekín 2022 por cuatro deportistas, dos hombres y dos mujeres, que compitieron en dos deportes.
Los portadores de la bandera en la ceremonia de apertura fueron el esquiador alpino Nicola Zanon y la esquiadora de fondo Karen Chanloung. El equipo olímpico tailandés no obtuvo ninguna medalla en estos Juegos.